# Террі Тауншип (округ Бредфорд, Пенсільванія)
Террі Тауншип (англ. Terry Township) — селище (англ. township) в США, в окрузі Бредфорд штату Пенсільванія. Населення — 905 осіб (2020).

## Демографія
Згідно з переписом 2010 року, у селищі мешкали 992 особи в 402 домогосподарствах у складі 289 родин. Було 656 помешкань
Расовий склад населення:
| - 98,2 % — білих - 0,8 % — азіатів - 0,4 % — корінних американців - 0,3 % — вихідців з тихоокеанських островів |

До двох чи більше рас належало 0,3 %. Частка іспаномовних становила 1,6 % від усіх жителів.
За віковим діапазоном населення розподілялося таким чином: 21,5 % — особи молодші 18 років, 62,9 % — особи у віці 18—64 років, 15,6 % — особи у віці 65 років та старші. Медіана віку мешканця становила 44,3 року. На 100 осіб жіночої статі у селищі припадало 110,6 чоловіків;  на 100 жінок у віці від 18 років та старших — 108,8 чоловіків також старших 18 років.
Середній дохід на одне домашнє господарство  становив 69 421 долар США (медіана — 54 250), а середній дохід на одну сім'ю — 69 047 доларів (медіана — 55 938). За межею бідності перебувало 8,1 % осіб, у тому числі 12,2 % дітей у віці до 18 років та 10,6 % осіб у віці 65 років та старших.
Цивільне працевлаштоване населення становило 475 осіб. Основні галузі зайнятості: освіта, охорона здоров'я та соціальна допомога — 22,7 %, виробництво — 22,3 %, сільське господарство, лісництво, риболовля — 13,3 %, роздрібна торгівля — 12,4 %.